# Bobina de Rogowski

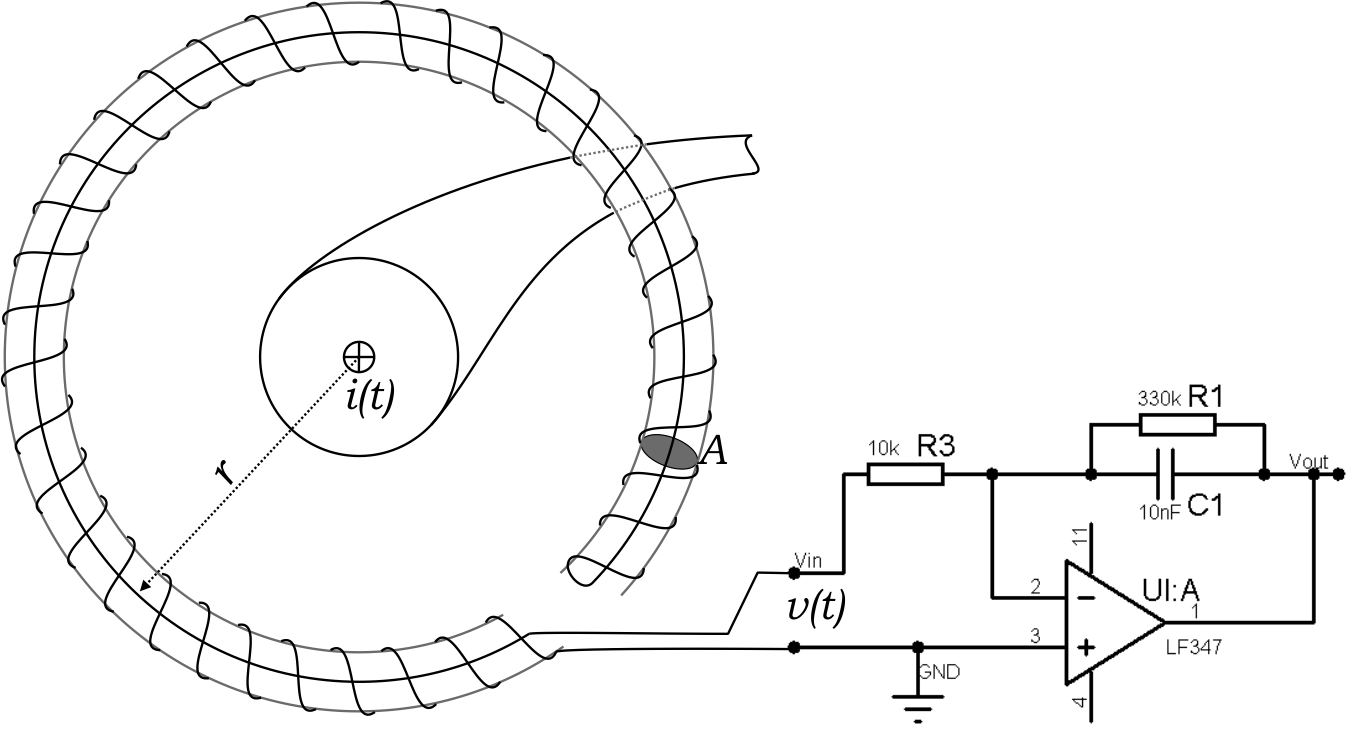
Bobina de Rogowski.

La bobina de Rogowski, que rep el nom del seu inventor Walter Rogowski, és un dispositiu electrònic, que es fa servir com transductor per a mesurar el corrent altern (AC) o impulsos ràpids de corrent elèctric.
Una bobina de Rogowski és un toroide de filferro que es fa servir per mesurar el corrent altern 'i(t)' a través d'un cable encerclat pel toroide. La imatge de dalt mostra una bobina encerclant un cable que transporta corrent, amb les seves terminals de sortida 'v(t)' connectades a un circuit integrador, per tal d'obtenir un voltatge 'Vout(t)' proporcional a 'i(t)'.
La bobina de Rogowsky consta, doncs, d'una bobina de cable en forma d'hèlix, al voltant d'una circumferència, formant un toroide, però amb un nucli d'aire (no pas metàl·lic com en altres bobines), i les dues terminals estan properes una respecte a l'altra. Quan hi ha un corrent elèctric, la bobina es tanca al voltant del cable conductor que transporta el corrent que es vol mesurar. La sortida obtinguda en la bobina de Rogowski normalment es connecta a un dispositiu integrador per obtenir el senyal proporcional al corrent elèctric.
Un avantatge de la bobina de Rogowski respecte altres tipus de transformadors de corrent és que permet mesurar un cable conductor sense pertorbar-lo i per tenir un nucli d'aire permet tenir una baixa inductància i resposta a corrents de ràpida variació. Una bobina de Rogowski també presenta alta immunitat a la interferència electromagnètica. Tampoc presenten el risc elèctric i d'incendi dels transformadors de corrent comuns al obrir el secundari del transformador.
Un dels inconvenients d'aquest tipus de dispositiu de mesura de corrent respecte els transformadors de corrent típics és que per obtenir el valor real d'intensitat, com s'ha esmentat abans, cal fer servir un circuit integrador i aquests circuits han de ser alimentats, típicament amb tensions de 3 a 24 V, per tant, a segons quines aplicacions pot ser necessari afegir diverses fonts d'alimentació. Tampoc és capaç de mesurar valors d'intensitat constants en corrent continu, ja que al mesurar la derivada d'un corrent constant de corrent continu aquesta és 0.

## Dispositius similars
Arthur Prince Chattock de la Universitat de Bristol va descriure l'any 1887 un dispositiu similar al de la bobina de Rogowsky. Chattock el va fer servir per mesurar el camp magnètic més que no pas els corrents elèctrics. La descripció definitiva de la bobina de Rogowsky la van donar Walter Rogowski i W. Steinhaus el 1912.
Més recentment, s'han desenvolupat sensors de baix cost que es basen en el principi d'una bobina de Rogowski. Aquests sensors mesuren la taxa de canvi de corrent amb la diferència, respecte la bobina de Rogowski, que la bobina és plana i no pas toroidal i es fa servir un circuit imprès per aconseguir la precisió necessària a la mesura.